# Europameisterschaften 1902
Als Europameisterschaft 1902 oder EM 1902 bezeichnet man folgende Europameisterschaften, die im Jahr 1902 stattfanden:
- Inoffizielle Ringer-Europameisterschaften 1902
- Ruder-Europameisterschaften 1902